# Olaf Fønss
Pour les articles homonymes, voir Fønss.

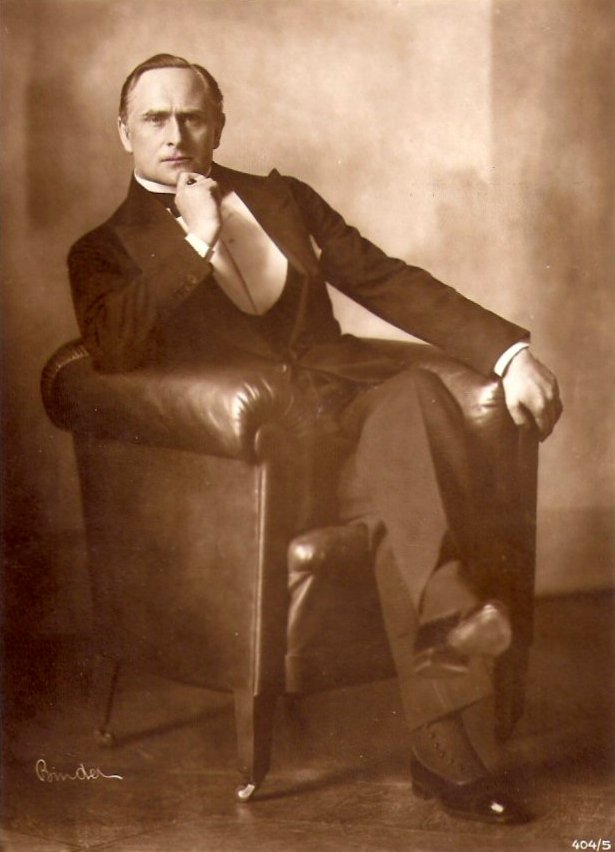
Olaf Fønss photographié par Alexander Binder.

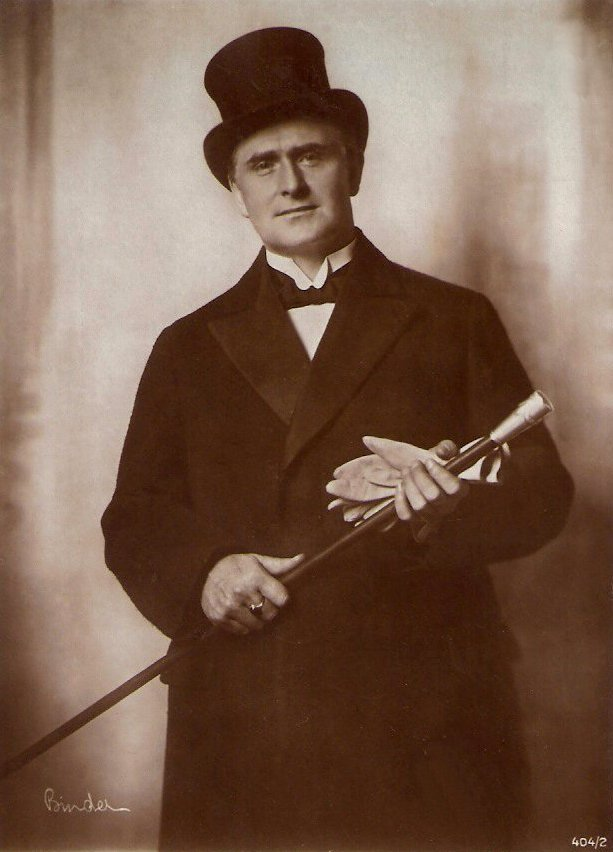
Olaf Fønss photographié par Alexander Binder.

Olaf Fønss, né le 17 octobre 1882 à Aarhus et mort le 11 mars 1949  à Copenhague, est un acteur danois et l'une des plus grandes stars du cinéma muet.

## Biographie
Il est le frère aîné du chanteur d'opéra Johannes Fønss (da) et de l'acteur et chanteur d'opéra Aage Fønss.

## Filmographie partielle
- 1913 : Atlantis d'August Blom
- 1915 : À bas les armes ! (Ned Med Vaabnene) de Holger-Madsen
- 1916 : La Fin du monde d'August Blom
- 1916 : Homunculus d'Otto Rippert